# Emblema nacional de la República Popular China

El emblema nacional de la República Popular China contiene en un círculo rojo una representación de la Puerta de Tiananmen, la puerta de entrada a la Ciudad Prohibida, donde Mao Zedong declaró la fundación de la República Popular China (RPC) en 1949. Encima de esta representación están las cinco estrellas de la bandera nacional. La estrella más grande representa al Partido Comunista Chino (PCC), mientras que las cuatro estrellas más pequeñas representan las cuatro clases sociales definidas en el maoísmo. El emblema se describe como "compuesto por patrones de la bandera nacional":
...El color rojo de la bandera simboliza la revolución y el color amarillo de las estrellas los brillantes rayos dorados que irradian de la vasta tierra roja. El diseño de cuatro estrellas más pequeñas que rodean a una más grande significa la unidad del pueblo chino bajo el liderazgo del Partido Comunista de China (PCCh)

—China Yearbook 2004
El borde exterior del círculo rojo muestra gavillas de trigo y el interior gavillas de arroz, que juntas representan a los trabajadores agrícolas. En el centro de la parte inferior del borde hay una rueda dentada que representa a los trabajadores industriales.
Según la Descripción del Emblema Nacional de la República Popular China (中华人民共和国国徽图案说明), estos elementos en su conjunto simbolizan las luchas revolucionarias del pueblo chino desde el Movimiento del Cuatro de Mayo y la coalición del proletariado que logró fundar la República Popular China.

## Construcción
La norma nacional de China: GB 15093-2008 especifica la construcción, el material y el color del emblema nacional.
| Proporción | Construcción |
| ---------- | ------------ |
|            |              |

## Historia

Emblema de la RPC, diseñado por la Academia Central de Bellas Artes de China, en el que se basó su propuesta de primera ronda

El 10 de julio de 1949, el gobierno convocó un concurso público para el diseño del emblema nacional, pero no se seleccionó ningún diseño satisfactorio. Por lo tanto, el 27 de septiembre de 1949, la Primera Sesión Plenaria de la CCPPCh decidió invitar a diseñadores para las propuestas del emblema nacional y dos grupos de dos universidades fueron seleccionados en septiembre de 1949. Se seleccionaron tres propuestas para la primera ronda de debate:
- Los diseñadores de la Academia Central de Bellas Artes de China, Zhang Ding, Zhang Guangyu, Zhou Lingzhao y Zhong Ling, entregaron sus propuestas con 5 variaciones el 25 de septiembre de 1949. El simbolismo de su primer diseño era: La estrella roja simboliza el comunismo y el partido comunista de China. El engranaje y el trigo/arroz simbolizan la unificación de los trabajadores industriales y los campesinos. La tierra ascendente con China en rojo simboliza la revolución socialista en China y la revolución mundial ideal en los países asiáticos. Los 31 rayos detrás de la tierra simbolizan las 31 divisiones administrativas provinciales de la época. El nombre de la República Popular China está escrito en la cinta roja de abajo.[2] El diseño se basó en el diseño del emblema de la Conferencia Consultiva Política del Pueblo Chino, y estuvo influenciado por la heráldica socialista del bloque oriental.
- Los diseñadores del Departamento de Arquitectura de la Universidad de Tsinghua, Liang Sicheng, Lin Huiyin, Mo Zongjiang, Zhu Changzhong, Li Zongjin y Gao Zhuang, entregaron su propuesta el 30 de octubre de 1949. Según su propuesta, el diseño era una mezcla de la cultura tradicional china y los ideales de la Nueva Revolución Democrática maoísta. El diseño imitaba el estilo de los espejos de la dinastía Han, que simbolizaba la luminosidad. El disco era de jade, símbolo de paz y unidad. Las tallas decorativas del disco eran del estilo de la dinastía Tang. Las estrellas de la bandera nacional y una rueda dentada estaban colocadas en el centro del disco, rodeadas de trigos, que simbolizaban la unidad de la clase trabajadora y el socialismo. La cinta roja ataba un anillo de jade más pequeño, que simbolizaba la unificación del pueblo chino.[3]
- La otra propuesta de Zhang Ding, Zhang Guangyu, Zhou Lingzhao, era una representación en perspectiva de la puerta de Tiananmén.

Propuestas de la primera ronda del emblema nacional
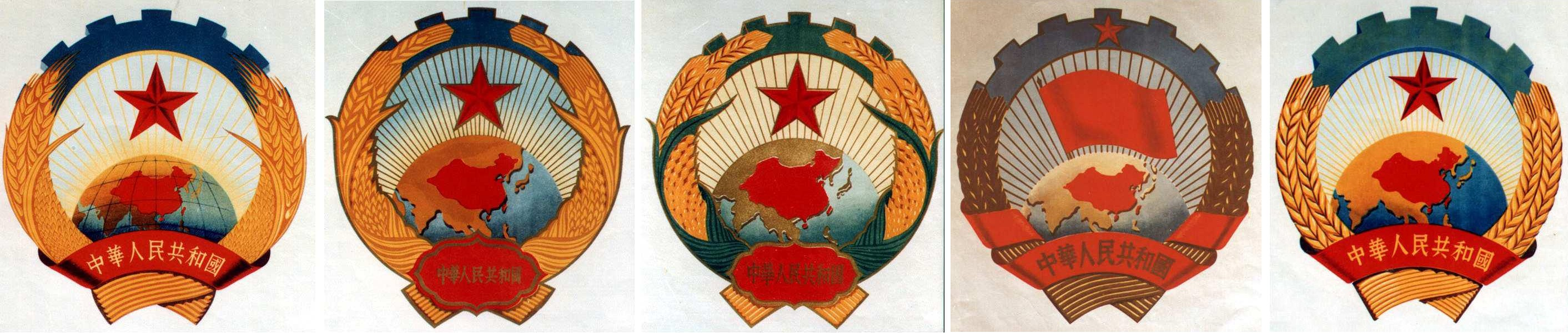
Propuestas de la Academia Central de Bellas Artes de China, 25 de septiembre de 1949
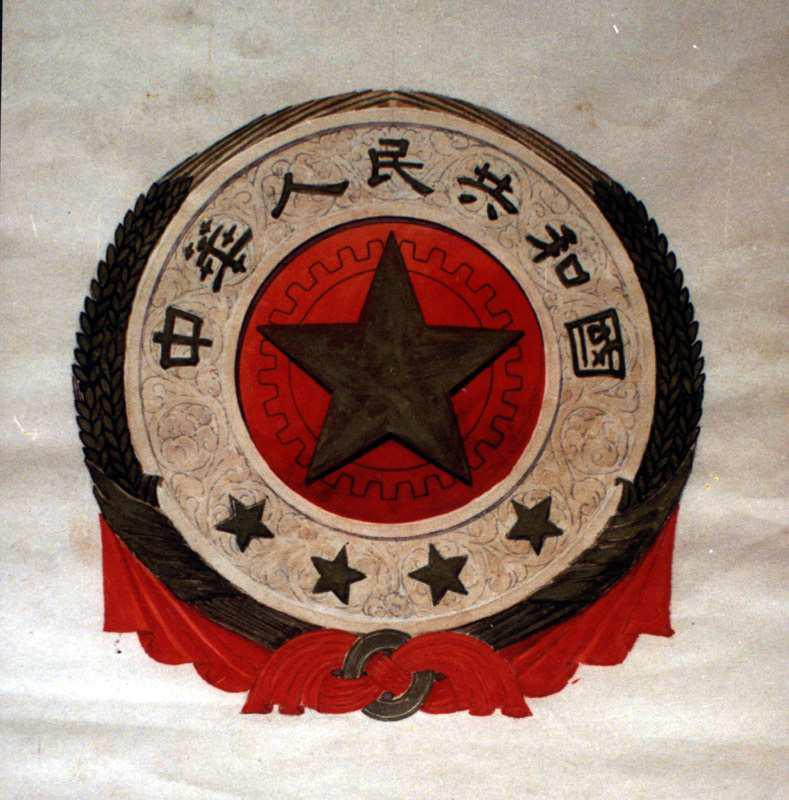
Propuesta de la Universidad de Tsinghua, 30 de octubre de 1949

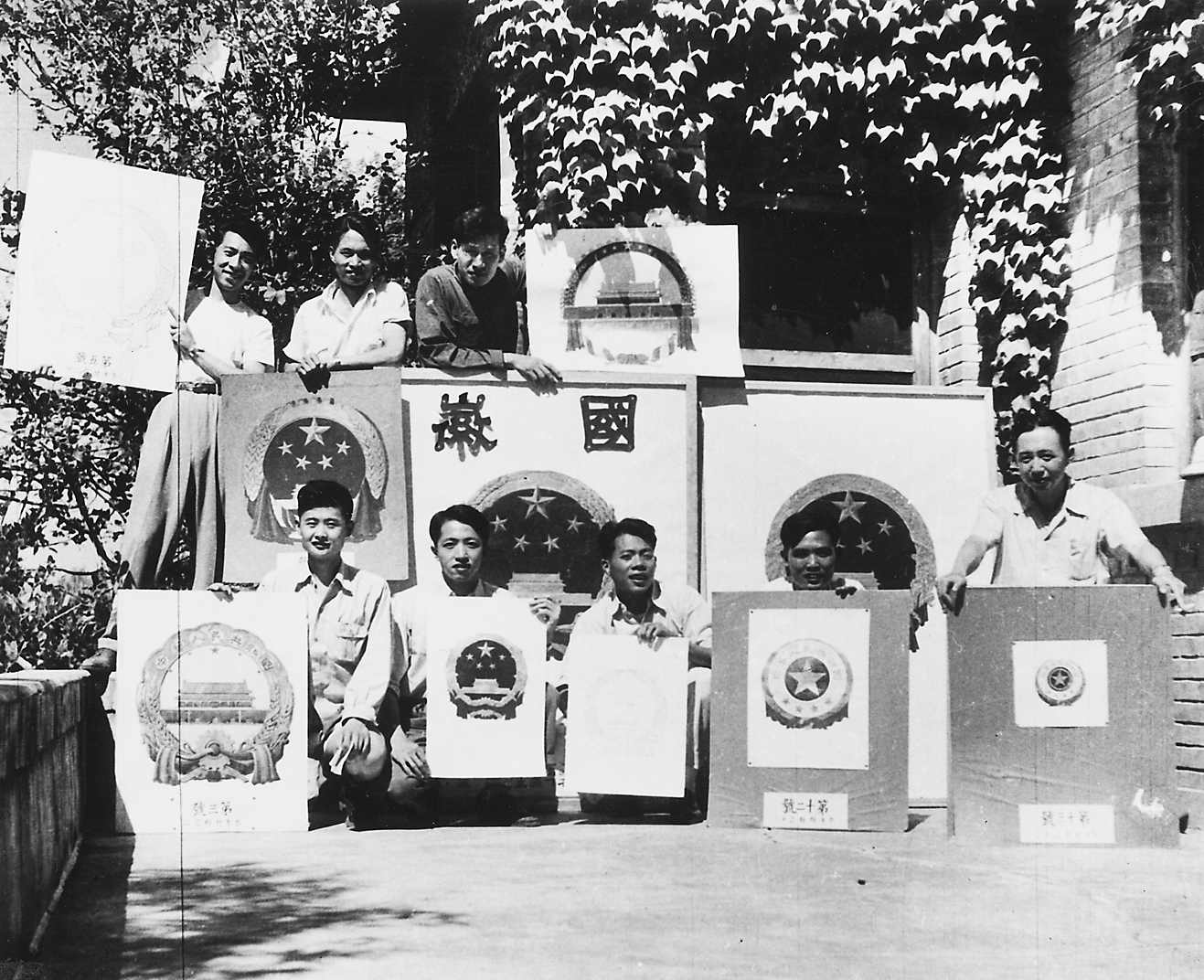
Propuestas de la segunda ronda de la Universidad de Tsinghua

Los miembros del primer comité de la CCPPCh debatieron estas tres propuestas el 10 de junio de 1950. El resultado de la discusión fue que la propuesta de la Academia Central de Bellas Artes de China era demasiado colorida para ser considerada como marca, y la propuesta de la Universidad de Tsinghua fue considerada burguesa debido a su uso de símbolos tradicionales. El comité sugirió a los grupos que incluyeran la Puerta de Tiananmén, un símbolo de la revolución china que sirvió como lugar del Movimiento del Cuatro de Mayo y de la ceremonia de fundación de la República Popular China el 1 de octubre de 1949.

A continuación, los dos grupos trabajaron en una segunda ronda de propuestas. La segunda propuesta de la Universidad de Tsinghua estandarizó el diseño de la Puerta de Tiananmén en el emblema y seleccionó el rojo y el amarillo como colores principales. Su propuesta fue seleccionada y el diseño fue estandarizado y simplificado por Gao Zhuang. Este diseño se convirtió oficialmente en el emblema nacional el 20 de septiembre de 1950 por el Gobierno Popular Central.

Propuestas de la segunda ronda del emblema nacional
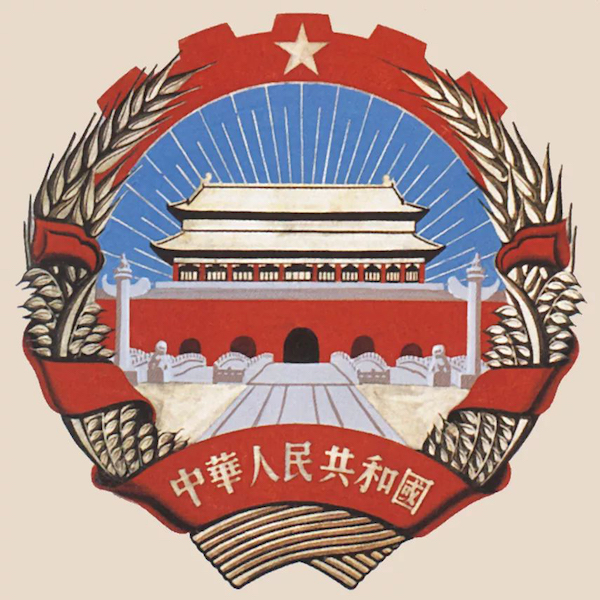
Propuesta de la Academia Central de Bellas Artes de China 15 de junio de 1950
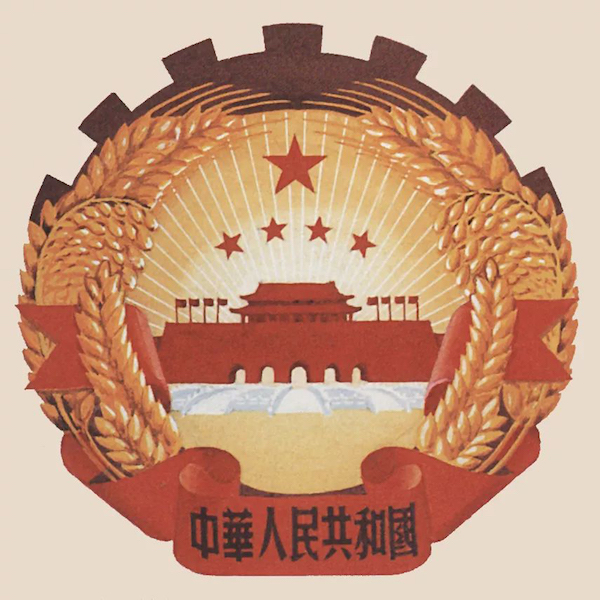
Propuesta de la Academia Central de Bellas Artes de China
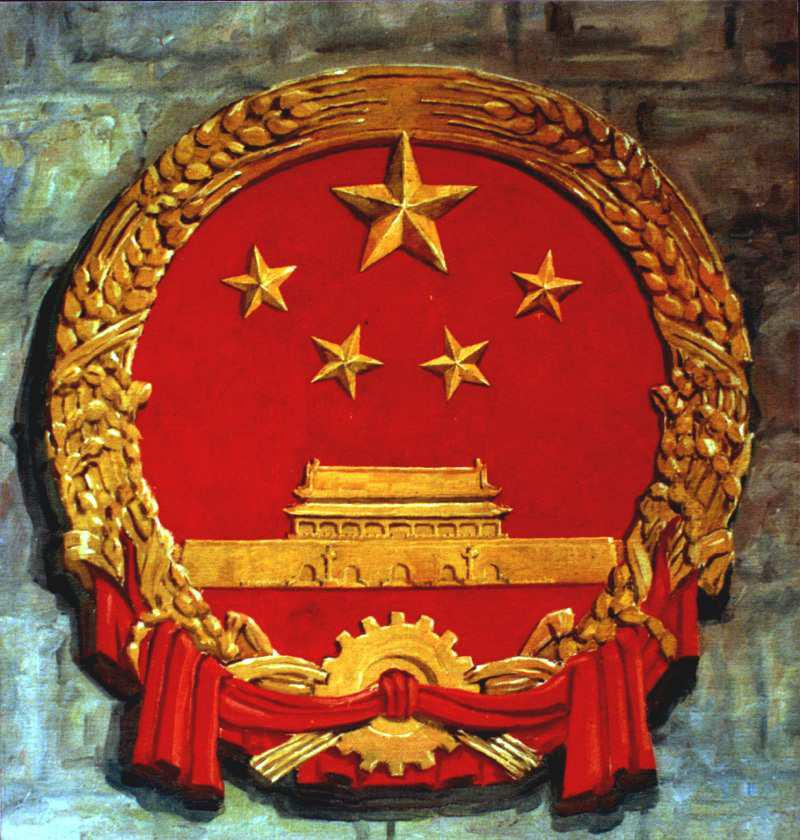
Propuesta de la Universidad de Tsinghua 17 de junio de 1950
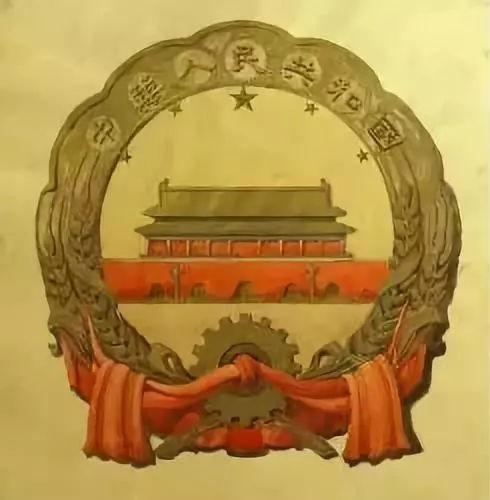
Propuesta de la Universidad de Tsinghua
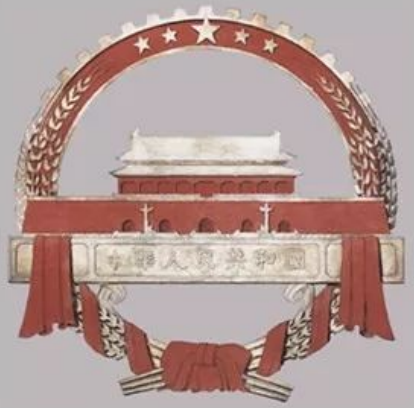
Propuesta de la Universidad de Tsinghua
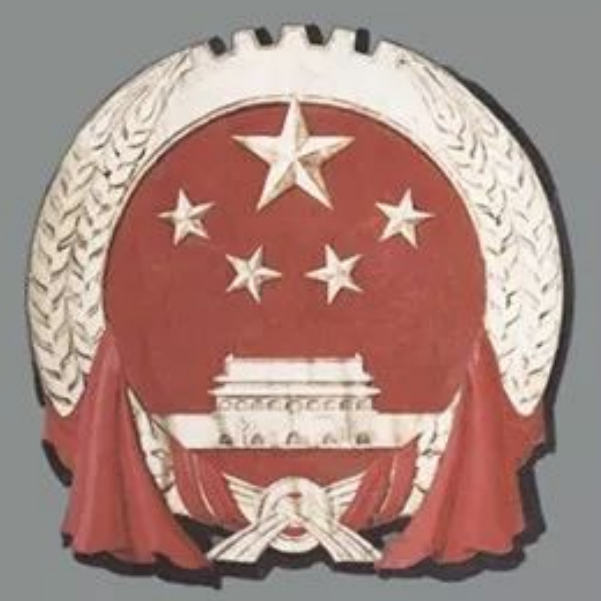
Propuesta de la Universidad de Tsinghua
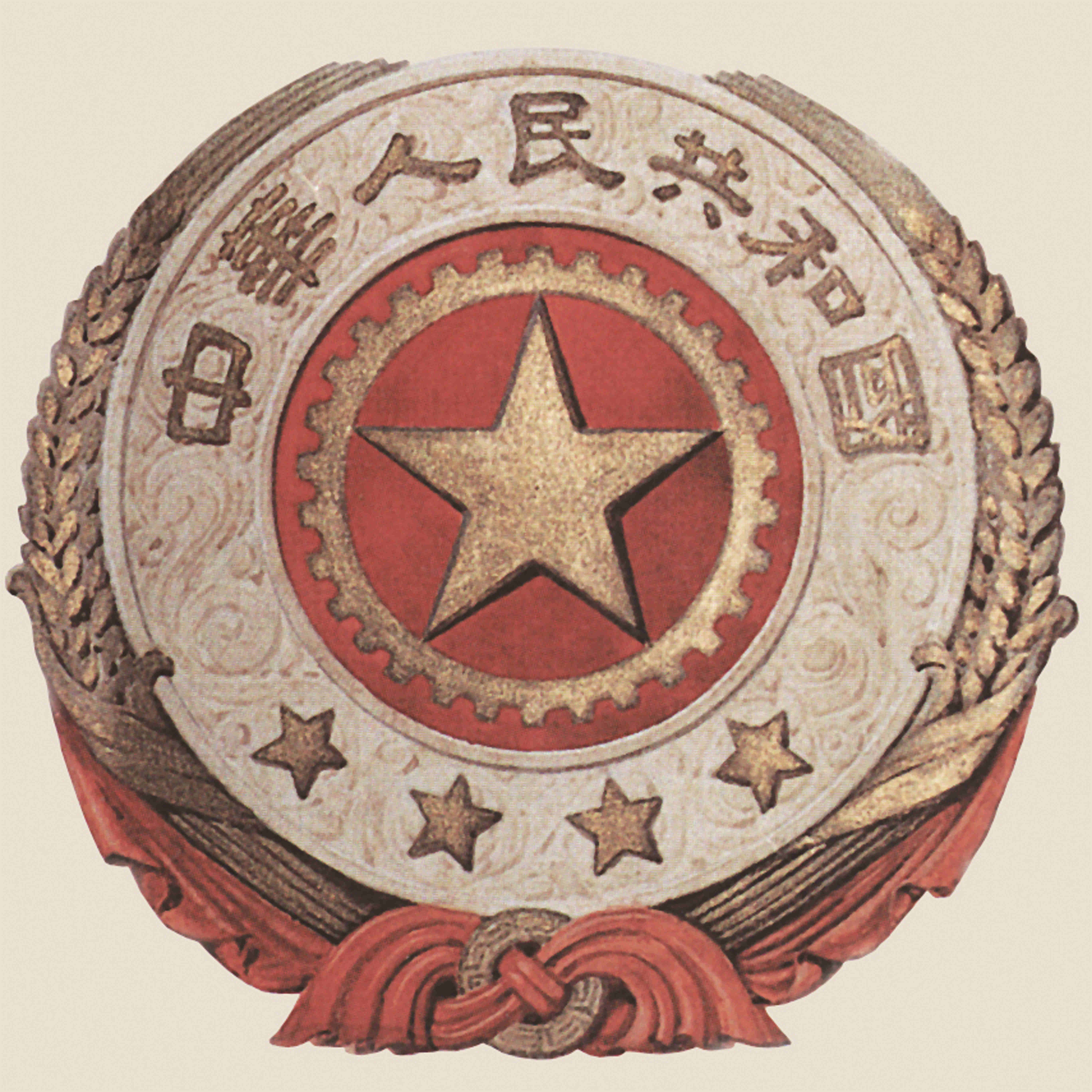
Propuesta de la Universidad de Tsinghua

## Otros emblemas
Antes de la toma de posesión comunista de China continental, la República de China hizo que las provincias diseñaran sus propios emblemas. Hasta ahora sólo se han utilizado dos emblemas.
El 15 de abril de 1985, la ciudad de Taiyuan anunció oficialmente su emblema, convirtiéndose en la primera ciudad de la República Popular China en tener un emblema urbano.
Hong Kong y Macao tienen cada una su propio emblema. La Asamblea Popular Nacional ha aprobado el uso normalizado de los emblemas de las dos regiones administrativas especiales.
Según la ley china desde noviembre de 1997, sólo Hong Kong y Macao pueden tener sus propios emblemas y las demás localidades que los tenían debían dejar de usar los suyos. Esta norma fue ignorada en 2011 cuando la ciudad de Chengdu eligió como emblema el Pájaro del Sol Dorado que se encuentra bajo el emplazamiento de Jinsha de la ciudad.

### Provincias

Fujian (1927-2019)
Taiwan (1945-2018)

### Ciudades

Chengdu
Kunming (1922-1949)
Guangzhou (1926-1949)

### Regiones administrativas especiales

Hong Kong
Macao

### Emblemas históricos

Sello Imperial de la dinastía Ming
Sello Imperial de la Dinastía Qing
Sello del Reino Celestial Taiping (1851-1864)
Emblema nacional de la República de China (1912-1927) y del Imperio de China (1915-1916)
Emblema de la República de China: cielo azul con sol blanco (1928-hasta la actualidad) y escarapela de la Fuerza Aérea de la República de China (1991-hasta la actualidad)
Escarapela de la Fuerza Aérea de la República de China (1928-1991)
Escarapela de la Fuerza Aérea de la República de China (1928-1991), versión ligera
Emblema de China Taipei utilizado durante los Juegos Olímpicos (1981-hasta la actualidad)
Emblema de la República de China con texto circundante como se muestra en los pasaportes de la República de China (2021-hasta la actualidad)
Emblema de la República Soviética de China (1934-1937)
Sello Nacional del Gobierno Autónomo del Norte de Shanxi (1937-1939)
Emblema Nacional del Gobierno Autónomo Unido de Mengjiang (1939-1945)
Sello Imperial del Estado de Manchuria (1932-1945)
Sello del Asentamiento Internacional de Shanghái (antes de la Primera Guerra Mundial)
Sello del Asentamiento Internacional de Shanghái
Emblema del Gobierno Nacional Reorganizado de la República de China (1940-1945)
Sello del Gobierno Popular de la República Popular China (1949-1959)
Emblema de la República Popular China (1950-hasta la actualidad)